# Акимицу Такадзи
Акимицу Такадзи (яп. 高木彬光 25 сентября 1920 — 9 сентября 1995) — псевдоним известного японского писателя Такаги Сэйити — автора научной фантастики, переводчика научной фантастики, что работал во время периода Сёва.

## Биография
Т. Сэйити родился в г. Аомори в префектуре Аомори на севере Японии.
Окончил среднюю школу Daiichi и Киотский университет, где он изучал металлургию. Он начал работал в Акционерном обществе «Самолеты Накадзима», но потерял свою работу с запретом на военную промышленность в Японии после того, как закончилась Вторая мировая война.
По рекомендации гадалки, он решил стать писателем. Он послал в редакцию второй проект своего первого детективного рассказа, «Убийство за дело татуировки». Молодого писателя поддержал известный японский мастер слова Эдогава Рампо, который рекомендовал произведение издателю. В 1948 году рассказ увидело свет.
В 1950 г. он был награждён «Премией лучших японских писателей-фантастов» за второй роман «Таинственная маска дела об убийстве».
Такаги самостоятельно изучал юриспруденцию, поэтому герои большинства его книг, как правило, по должности прокуроры или детективы полиции. Хотя главный герой его первых рассказов был Kyosuke Kamizu, доцент Токийского университета.
В 1960-е годы Такаги пробовал писать в разных вариациях детективного жанра, в том числе исторического детектива, плутовского романа, юридического детектива, истории экономических преступлений научной фантастики и альтернативной истории.
В Акимицу Такадзи, начиная с 1979 года несколько раз переносил инсульт. Умер писатель в 1995 году.

## Основные работы

### Детектив из серии Каусюке Камизу
Романы
- «The Tattoo Murder Case» (1948) (刺青殺人事件)
- «House of Spell» (1949) (呪縛の家)
- «Madan no Shashu» (1950) (魔弾の射手)
- «Hakuyoki» (1952) (白妖鬼)
- «Akuma no Chosho» (1955) (悪魔の嘲笑)
- «Why Has the Doll Been Killed» (1955) (人形はなぜ殺される)
- «Shi o Hiraku Tobira» (1957) (死を開く扉)
- «Mystery of Genghis Khan» (1958) (成吉思汗の秘密)
- «Hakuma no Uta» (1958) (白魔の歌)
- «Kasha to Shisha» (1959) (火車と死者)
- «Shinigami no Za» (1960) (死神の座)
- «Mystery of Yamataikoku» (1973) (邪馬台国の秘密)
- «Kitsune no Misshitsu» (1977) (狐の密室)
- «Mystery of the early Japanese Emperors» (1986) (古代天皇の秘密)
- «Seven Lucky Gods Murder Case» (1987) (七福神殺人事件)
- «Kamizu Kyosuke e no Chosen» (1991) (神津恭介への挑戦)
- «Kamizu Kyosuke no Fukkatsu» (1993) (神津恭介の復活)
- «Kamizu Kyosuke no Yogen» (1994) (神津恭介の予言)

Коллекция коротких рассказов
- «Crime in my Ichi-Ko days» (1976) (わが一高時代の犯罪)
- «Shibijin Gekijo» (1977) (死美人劇場)
- «Kage Naki Onna» (1977) (影なき女)
- «Jakyo no Kami» (1978) (邪教の神)
- «Enchantress’s Lodge» (1982) (妖婦の宿)
- «Shirayuki Hime» (1986) (白雪姫)
- «Kubi o Kau Onna» (1988) (首を買う女)

### Серия про прокурора Сабуро Кирисима
Романы
- «Prosecutor Saburo Kirishima» (1964) (検事 霧島三郎)
- «The Informer» (1965) (密告者)
- «Honeymoon to Nowhere» (1965) (ゼロの蜜月)
- «Tokai no Okami» (1966) (都会の狼)
- «Hono no Onna» (1967) (炎の女)
- «Hai no Onna» (1970) (灰の女)
- «Maboroshi no Akuma» (1974) (幻の悪魔)

Коллекция коротких рассказов
- «Nimakuhan no Satsujin» (1976) (二幕半の殺人)
- «Hana no Kake» (1977) (花の賭)

### Прочие романы
- «Noh Mask Murder Case» (1949) (能面殺人事件)
- «People Gathering like Ants» (1959) (人蟻)
- «Blind Spot in Broad Daylight» (1960) (白昼の死角)
- «Destructive Justice» (1961) (破戒裁判)
- «Combined Fleet Has Won at Last» (1971) (連合艦隊ついに勝つ)
- «Goodbye Mask» (1988) (仮面よ、さらば)